# Sycofant
Sycofant (Oudgrieks: Συκοφάντης / Sykophántês) was in het oude Griekenland, en met name in het oude Athene, de (eerder spottende) benaming voor een persoon die het recht van iedere Atheense burger om een medeburger aan te klagen misbruikte om zichzelf te verrijken of om persoonlijke of politieke tegenstanders onschadelijk te maken.
De Atheense wetgeving voorzag niet in openbare aanklagers of speurders naar overtredingen en vergrijpen. Solon had bepaald dat elke burger een overtreder kon vervolgen en voor de rechter brengen. De financiële voordelen waren soms aanzienlijk: de aanklager kon, bij een eventuele veroordeling, aanspraak maken op een deel van de opgelegde boete. Omstreeks het midden van de 5e eeuw v.Chr. bleek het systeem, dat tot dan toe uitstekend had gewerkt, tot misbruiken aanleiding te geven. Sommige ongure elementen maakten van het verklikken een lucratief beroep: dat waren de sycofanten. Een van de kwalijkste uitwassen van dit misbruik was de chantage door te dreigen met een valse aanklacht. Omdat in het democratische Athene de uitslag van een proces nooit met zekerheid te voorspellen was, betaalden velen liever de geëiste geldsom dan zich aan de risico’s van een gerechtelijke vervolging bloot te stellen. Omdat vooral vermogende burgers het slachtoffer werden van sycofanten, veroorzaakten hun praktijken veel ergernis in de kringen van de antidemocratische, oligarchische oppositie. Tijdens de Dictatuur van de Dertig werd dan ook een aantal beruchte sycofanten terechtgesteld.
Het Griekse woord συκοφάντης betekent letterlijk vijgentoonder. Voor dat woord worden twee verklaringen gegeven. In de Oudheid werd gesteld dat het verwees naar verklikkers van vijgensmokkel. De uitvoer van Attische vijgen (Grieks συκή) zou een tijdlang verboden geweest zijn. Toen bleek dat smokkelaars grote hoeveelheden vijgen illegaal over de grens brachten, werden wachters uitgezet om dit tegen te gaan. Het is echter de vraag of dit verbod heeft bestaan en waarschijnlijker is, dat het woord op een andere manier verwijst naar onthullen en blootleggen: het verwijst dan naar een obsceen en beledigend gebaar dat bekend staat als vijg of vijgenhand, waarbij de duim tussen wijs- en middelvinger wordt gestoken. De vijg staat hier voor het vrouwelijk geslachtsdeel.
In het Romeinse Rijk keerde het misbruik terug, vooral in de Keizertijd. Een dergelijke aanklager voor eigen gewin werd daar aangeduid als delator.

## Tweede betekenis
Sycofant is ook een benaming voor iemand die zijn meerderen overlaadt met vleiende woordjes. Dit is de hoofdbetekenis in het Engels. In moderner taalgebruik heet zo iemand een slijmer, strooplikker, pluimstrijker, hielenlikker of kontkusser.